# Erwin Nijboer
Erwin Nijboer (* 2. Juni 1964 in Denekamp) ist ein ehemaliger niederländischer Radrennfahrer.

## Sportliche Laufbahn
Nijboer war im Querfeldeinrennen (heutige Bezeichnung Cyclocross) und im Straßenradsport aktiv. Bei den Junioren gewann er 1982 und 1983 die nationale Meisterschaft im Querfeldeinrennen. 1982 wurde er Vizeweltmeister der Junioren hinter Beat Schumacher.
Von 1985 bis 1996 war er Berufsfahrer. Von 1994 bis 1996 war Nijboer Domestik von Miguel Indurain. 1990 gewann er die Driedaagse van De Panne-Koksijde und eine Etappe in der Vuelta a España. 1990 wurde er in der Tour de l’Avenir 100. 1993 gelang ihm ein Tageserfolg in der Vuelta a Murcia. Bis zum Ende seiner Karriere gewann er noch einige Kriterien. 1992 wurde er Zweiter bei Porto–Lisboa hinter Aleh Lohwin. Später fuhr er einige Jahre Mountainbikerennen.
Nijboer bestritt alle Grand Tours. Insgesamt ging er siebzehnmal an den Start der großen Rundfahrten.
| Grand Tour            | 1986 | 1987 | 1988 | 1989 | 1990 | 1991 | 1992 | 1993 | 1994 | 1995 | 1996 |
| --------------------- | ---- | ---- | ---- | ---- | ---- | ---- | ---- | ---- | ---- | ---- | ---- |
| Giro d’ItaliaGiro     | –    | –    | –    | –    | –    | –    | –    | –    | 87   | 103  | –    |
| Tour de FranceTour    | DNF  | DNF  | DNF  | DNF  | –    | –    | –    | –    | 99   | –    | –    |
| Vuelta a EspañaVuelta | 41   | DNF  | 111  | 138  | 119  | DNF  | 124  | 111  | –    | 74   | DNF  |